# Jasper Brinkman
Pour les articles homonymes, voir Brinkman.
Jasper Brinkman né le 10 janvier 1997, est un joueur néerlandais de hockey sur gazon. Il évolue au poste de défenseur au HC Bloemendaal et avec l'équipe nationale néerlandaise.

## Biographie
Il est le frère de Thierry Brinkman et le fils de Jacques Brinkman.

## Carrière
Il a fait ses débuts en équipe première le 26 novembre 2021 à Amsterdam contre la Belgique lors de la Ligue professionnelle 2021-2022.

## Palmarès
- : 1er à l'Euro U21 en 2017.
- : 1er à la Ligue professionnelle 2021-2022.